# Statuette des Ebiḫ-Il

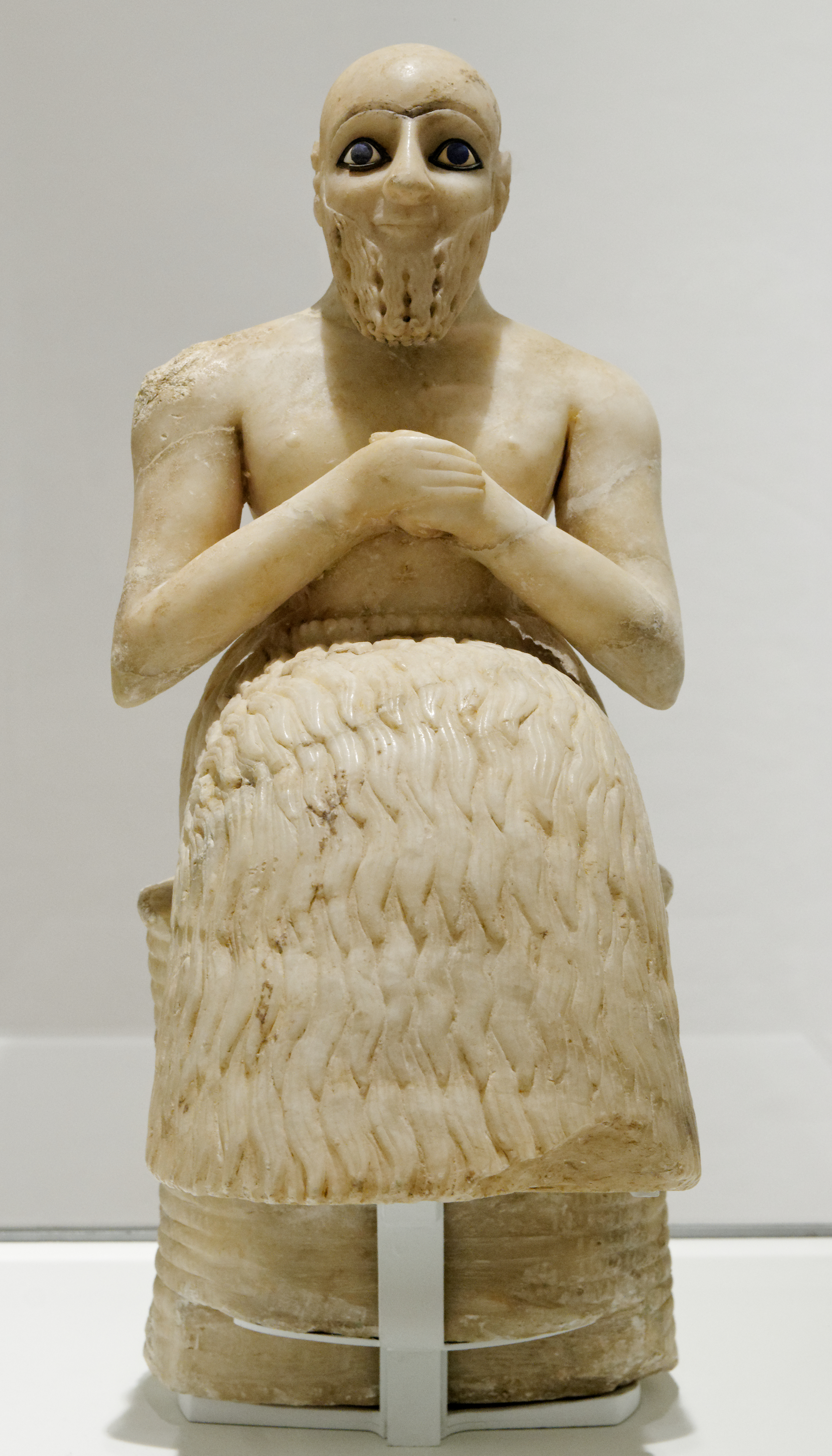
Statuette des Ebiḫ-Il

Die Statuette des Ebiḫ-Il ist eine rund 50 cm hohe Beterstatuette aus Alabaster. Sie wurde vermutlich im 25. Jahrhundert v. Chr. gefertigt und ist in mehreren Bruchstücken erhalten. Sie wurde 1934 bei französischen Ausgrabungen in Mari (Tell Hariri) gefunden und wird heute im Louvre in Paris ausgestellt (Inventarnummer: AO 17551).
Die Statuette zeigt einen sitzenden Mann in Gebetshaltung. Sein Kopf ist kahl, jedoch besitzt er einen langen Bart. Bekleidet ist er mit einem Zotten-Rock und sitzt auf einem Hocker aus Korbgeflecht. Die Augen sind durch eine Komposition aus Glimmerschiefer, Muschelschalen, Bitumen und Lapislazuli gefertigt und in entsprechende Aussparungen eingelegt. Die Füße der Figur wurden bei der Ausgrabung mittentdeckt, werden aber im Museum nicht ausgestellt.
Auf der Schulter ist eine akkadische Inschrift angebracht, der zufolge die Statue vom Beamten Ebiḫ-Il der Göttin Inanna/Ištar geweiht war.